# Гарсиа Вес, Гонцал
Гонца́л Гарси́а Вес (исп. Gontzal Garcia Vez; также известен как Гонца́л Гарси́а, исп. Gontzal Garcia; род. 21 августа 1997) — испанский кёрлингист.
Играет на позиции четвёртого. Скип команды.

## Достижения
- Первенство Европы по кёрлингу среди юниоров: серебро (2015).
- Чемпионат Испании по кёрлингу среди смешанных пар: золото (2018)[2].

## Команды
| Сезон                                               | Четвёртый              | Третий                   | Второй                 | Первый                      | Запасной                                  | Турниры               |
| --------------------------------------------------- | ---------------------- | ------------------------ | ---------------------- | --------------------------- | ----------------------------------------- | --------------------- |
| 2014—15                                             | Серхио Вес Лабрадор    | Марио Фернандес Родригес | Эдуардо де Пас Курезес | Луис Доминго де Сан-Леандро | Гонцал Гарсиа Вес тренер: Катя Киискинен  | ПЕЮ 2015              |
| 2015—16                                             | Эдуардо де Пас Курезес | Гонцал Гарсиа Вес        | Xavier Campos          | Andres Garcia               | Alberto Ramiro тренер: Felipe Marin       | ЧМЮ-Б 2016 (9 место)  |
| 2016—17                                             | Гонцал Гарсиа Вес      | Эдуардо де Пас Курезес   | Xavier Campos          | Andres Garcia               | Alberto Ramiro тренер: Felipe Marin       | ЧМЮ-Б 2017 (12 место) |
| 2017—18                                             | Гонцал Гарсиа Вес      | Alberto Ramiro           | Luis Gomez             | Javier Munte                | Marc Morralla тренер: Серхио Вес Лабрадор | ЧМЮ-Б 2018 (4 место)  |
| 2023—24                                             | Гонцал Гарсиа Вес      | Javier Munte             | Анхель Гарсиа          | Victor Mirete               | Manuel Garcia Roman                       | ЧЕ 2023 (15 место)    |
| Кёрлинг среди смешанных команд (mixed curling)      |                        |                          |                        |                             |                                           |                       |
| 2016—17                                             | Иранцу Гарсиа Вес      | Гонцал Гарсиа Вес        | Maria Fernandez Picado | Manuel Garcia Roman         | тренер: Sorkunde Vez Bilbao               | ЧМСК 2016 (29 место)  |
| Кёрлинг среди смешанных пар (mixed doubles curling) |                        |                          |                        |                             |                                           |                       |
| 2014—15                                             | Гонцал Гарсиа Вес      | Иранцу Гарсиа Вес        |                        |                             | тренер: Sorkunde Vez Bilbao               | ЧМСП 2015 (17 место)  |
| 2015—16                                             | Гонцал Гарсиа Вес      | Иранцу Гарсиа Вес        |                        |                             | тренер: Кэйлин Парк                       | ЧМСП 2016 (23 место)  |
| 2016—17                                             | Гонцал Гарсиа Вес      | Иранцу Гарсиа Вес        |                        |                             | тренер: Брендан Боттчер                   | ЧМСП 2017 (13 место)  |
| 2017—18                                             | Иранцу Гарсиа Вес      | Гонцал Гарсиа Вес        |                        |                             | тренер: Кристиан Линдстрём                | ЧМСП 2018 (22 место)  |

(скипы выделены полужирным шрифтом)

## Частная жизнь
Его сестра Иранцу Гарсиа Вес — тоже кёрлингистка, они вместе играют в смешанной парной команде.